# Andaspis artocarpi
Andaspis artocarpi är en insektsart som beskrevs av Borchsenius 1967. Andaspis artocarpi ingår i släktet Andaspis och familjen pansarsköldlöss. Inga underarter finns listade i Catalogue of Life.